# 김남호 (축구인)
김남호(1965년 10월 17일 ~ )는 대한민국의 축구 선수이며, 포지션은 공격수이다.